# Shakespears Sister
Shakespears Sister (oorspronkelijk gespeld als Shakespeare's Sister) is een in 1988 door de Ierse zangeres Siobhan Fahey (voormalig Bananarama-lid) gevormde pop/rock-band. In 1992 werd de achtergrondzangeres Marcella Detroit meer naar voren geschoven waardoor de pop-pers de band vaak als een damesduo bestempelde.
De naam van de band is afkomstig van het gelijknamige nummer van the Smiths, daar wel met de "e" en de apostrof geschreven. Toen Fahey aan een vriend vroeg een houtsnede te maken van de naam van de band viel de e weg, en al snel werd ook de apostrof achterwege gelaten. Op het eerste album van de band, Sacred Heart, staat de apostrof nog wel, maar de "e" niet: Shakespear's Sister.
De band bracht vier studio-albums uit, Sacred Heart, Hormonally Yours, #3 en Songs from the Red Room. In Nederland en België had de band twee hits met de nummers Stay en Hello (Turn your radio on). Hun eerste single, You're history, bleef steken in de tipparade.

## Singles
| Single met eventuele hitnotering(en) in de Nederlandse Top 40 | Datum van verschijnen | Datum van binnenkomst | Hoogste positie | Aantal weken | Opmerkingen |
| ------------------------------------------------------------- | --------------------- | --------------------- | --------------- | ------------ | ----------- |
| You're History                                                | 1989                  | 09-09-1989            | -               | -            | (tipparade) |
| Stay                                                          | 1992                  | 28-03-1992            | 26              | 5            |             |
| I Don't Care                                                  | 1992                  | 20-06-1992            | -               | -            | (tipparade) |
| Hello (Turn Your Radio On)                                    | 1992                  | 28-11-1992            | 35              | 3            |             |

| Single met hitnotering(en) in de Vlaamse Ultratop 50 | Datum van verschijnen | Datum van binnenkomst | Hoogste positie | Aantal weken | Opmerkingen |
| ---------------------------------------------------- | --------------------- | --------------------- | --------------- | ------------ | ----------- |
| Stay                                                 | 1992                  | 02-05-1992            | 9               | 8            |             |